# Miniatyrfjällav
Miniatyrfjällav (Agonimia tristicula) är en lavart som först beskrevs av William Nylander och fick sitt nu gällande namn av Alexander Zahlbruckner. 
Miniatyrfjällav ingår i släktet Agonimia och familjen Verrucariaceae. Arten är reproducerande i Sverige. Inga underarter finns listade i Catalogue of Life.